# Chris Ferraro
Pour les articles homonymes, voir Ferraro.
Chris Ferraro (né le 24 janvier 1973 à Port Jefferson aux États-Unis) est un joueur professionnel retraité de hockey sur glace évoluant au poste de centre.

## Carrière
Frère jumeau de Peter Ferraro, il fut repêché après celui-ci, par la même franchise de la Ligue nationale de hockey, les Rangers de New York, lors du repêchage de 1992.
Les deux frères devinrent les premiers jumeaux de l'histoire à jouer pour la même équipe de LNH lors de la saison 1995-1996 lorsqu'ils évoluèrent pour les Rangers.
Lors de la saison 1999-2000, il a évolué pour les Wolves de Chicago avec lesquels il remporta la Coupe Turner remis à l'équipe championne des séries éliminatoires de la défunte Ligue internationale de hockey.
Il ne joua cependant que peu de match dans la LNH étant souvent relégué dans les clubs-écoles évoluant dans la LAH où il participa à 507 rencontres. C'est dans la LAH, en 2002-2003 qu'il remporta le trophée Fred-T.-Hunt du joueur au meilleur esprit sportif. Lors de cette saison, il participa aussi au Match des étoiles de la LAH.
Il a passé deux saisons en Europe : en 2004-2005, il joua 12 matchs dans l'Elitserien avec le Södertälje SK puis en 2005-2006, il retrouva à nouveau son frère quand il fut engagé par le DEG Metro Stars dans le championnat allemand (DEL).
Les deux frères se sont réunis encore une fois au début de la saison 2007-2008 au sein de l'équipe des Wranglers de Las Vegas. Au terme de la Saison 2008-2009, il annonce son retrait de la compétition.

## Statistiques
| Saison     | Équipe                     | Ligue      |     | Saison régulière | Saison régulière | Saison régulière | Saison régulière | Saison régulière |    | Séries éliminatoires | Séries éliminatoires | Séries éliminatoires | Séries éliminatoires | Séries éliminatoires |
| Saison     | Équipe                     | Ligue      | PJ  | B                | A                | Pts              | Pun              | PJ               | B  | A                    | Pts                  | Pun                  |                      |                      |
| 1990-1991  | Fighting Saints de Dubuque | USHL       | 45  | 53               | 44               | 97               | 84               |                  |    |                      |                      |                      |                      |                      |
| 1991-1992  | Fighting Saints de Dubuque | USHL       | 20  | 30               | 19               | 49               | 52               |                  |    |                      |                      |                      |                      |                      |
| 1991-1992  | Black Hawks de Waterloo    | USHL       | 18  | 19               | 31               | 50               | 54               |                  |    |                      |                      |                      |                      |                      |
| 1992-1993  | Black Bears du Maine       | HE         | 39  | 25               | 26               | 51               | 46               |                  |    |                      |                      |                      |                      |                      |
| 1993-1994  | Black Bears du Maine       | HE         | 4   | 0                | 1                | 1                | 8                |                  |    |                      |                      |                      |                      |                      |
| 1994-1995  | Knights d'Atlanta          | LIH        | 54  | 13               | 14               | 27               | 72               |                  |    |                      |                      |                      |                      |                      |
| 1994-1995  | Rangers de Binghamton      | LAH        | 13  | 6                | 4                | 10               | 38               | 10               | 2  | 3                    | 5                    | 16                   |                      |                      |
| 1995-1996  | Rangers de Binghamton      | LAH        | 77  | 32               | 67               | 99               | 208              | 4                | 4  | 2                    | 6                    | 13                   |                      |                      |
| 1995-1996  | Rangers de New York        | LNH        | 2   | 1                | 0                | 1                | 0                |                  |    |                      |                      |                      |                      |                      |
| 1996-1997  | Rangers de Binghamton      | LAH        | 53  | 29               | 34               | 63               | 94               |                  |    |                      |                      |                      |                      |                      |
| 1996-1997  | Rangers de New York        | LNH        | 12  | 1                | 1                | 2                | 6                |                  |    |                      |                      |                      |                      |                      |
| 1997-1998  | Penguins de Pittsburgh     | LNH        | 46  | 3                | 4                | 7                | 43               |                  |    |                      |                      |                      |                      |                      |
| 1998-1999  | Oilers d'Edmonton          | LNH        | 2   | 1                | 0                | 1                | 0                |                  |    |                      |                      |                      |                      |                      |
| 1998-1999  | Bulldogs de Hamilton       | LAH        | 72  | 35               | 41               | 76               | 104              | 11               | 8  | 5                    | 13                   | 20                   |                      |                      |
| 1999-2000  | Wolves de Chicago          | LIH        | 25  | 7                | 18               | 25               | 40               | 16               | 5  | 8                    | 13                   | 14                   |                      |                      |
| 1999-2000  | Bruins de Providence       | LAH        | 21  | 9                | 9                | 18               | 32               |                  |    |                      |                      |                      |                      |                      |
| 1999-2000  | Islanders de New York      | LNH        | 11  | 1                | 3                | 4                | 8                |                  |    |                      |                      |                      |                      |                      |
| 2000-2001  | River Rats d'Albany        | LAH        | 74  | 24               | 42               | 66               | 111              |                  |    |                      |                      |                      |                      |                      |
| 2001-2002  | Pirates de Portland        | LAH        | 2   | 1                | 1                | 2                | 6                |                  |    |                      |                      |                      |                      |                      |
| 2001-2002  | Capitals de Washington     | LNH        | 1   | 0                | 1                | 1                | 0                |                  |    |                      |                      |                      |                      |                      |
| 2002-2003  | Pirates de Portland        | LAH        | 57  | 19               | 32               | 51               | 121              | 3                | 0  | 1                    | 1                    | 6                    |                      |                      |
| 2003-2004  | Falcons de Springfield     | LAH        | 64  | 14               | 24               | 38               | 137              |                  |    |                      |                      |                      |                      |                      |
| 2004-2005  | Södertälje SK              | Elitserien | 12  | 1                | 4                | 5                | 26               |                  |    |                      |                      |                      |                      |                      |
| 2004-2005  | Crunch de Syracuse         | LAH        | 24  | 7                | 7                | 14               | 50               |                  |    |                      |                      |                      |                      |                      |
| 2005-2006  | DEG Metro Stars            | DEL        | 42  | 6                | 22               | 28               | 134              | 14               | 2  | 3                    | 5                    | 28                   |                      |                      |
| 2006-2007  | Wolf Pack de Hartford      | LAH        | 1   | 0                | 0                | 0                | 0                |                  |    |                      |                      |                      |                      |                      |
| 2006-2007  | RoadRunners de Phoenix     | ECHL       | 3   | 2                | 1                | 3                | 4                |                  |    |                      |                      |                      |                      |                      |
| 2006-2007  | Rampage de San Antonio     | LAH        | 49  | 10               | 26               | 36               | 54               |                  |    |                      |                      |                      |                      |                      |
| 2007-2008  | Wranglers de Las Vegas     | ECHL       | 46  | 12               | 39               | 51               | 95               | 3                | 0  | 1                    | 1                    | 6                    |                      |                      |
| 2008-2009  | Wranglers de Las Vegas     | ECHL       | 64  | 21               | 25               | 46               | 119              |                  |    |                      |                      |                      |                      |                      |
| Totaux LNH | Totaux LNH                 | Totaux LNH | 74  | 7                | 9                | 16               | 57               |                  |    |                      |                      |                      |                      |                      |
| Totaux LAH | Totaux LAH                 | Totaux LAH | 507 | 186              | 287              | 473              | 955              | 28               | 14 | 11                   | 25                   | 55                   |                      |                      |